# Pusty Staw (Gdańsk)
Pusty Staw (niem. Großer Heidsee), również Puste Jezioro − jezioro w Polsce, położone w województwie pomorskim, w granicach administracyjnych Gdańska, w dzielnicy Stogi, na Wyspie Portowej, w Lesie Miejskim. 

## Charakterystyka
Jezioro wydmowe, bezodpływowe. Powierzchnia wynosi ok. 7,5 ha.

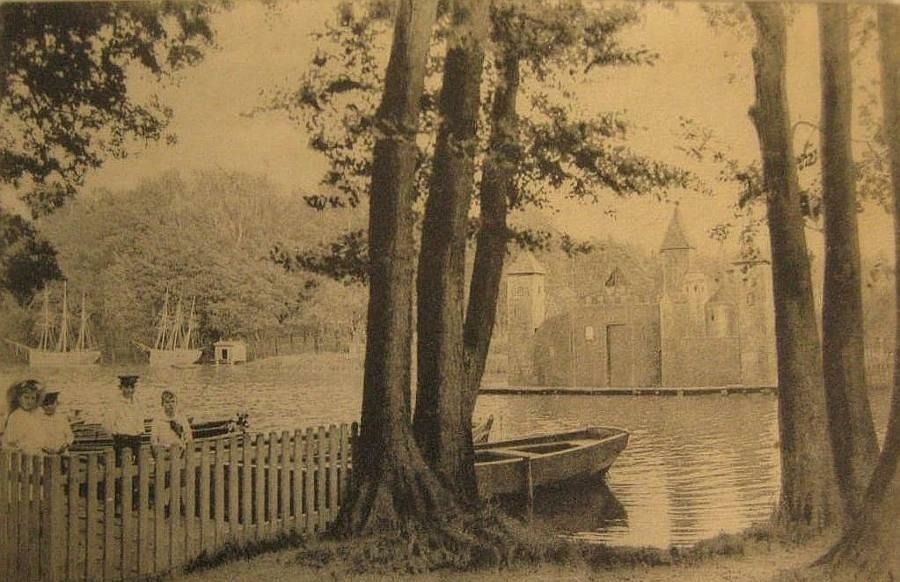
Pusty Staw na dawnej fotografii

W XVII wieku na zachodnim brzegu jeziora znajdowały się dwór oraz browar należące do rodziny rajców gdańskich von der Beke. W połowie XIX wieku, zanim jeszcze pobliska plaża na Stogach stała się popularnym kąpieliskiem, syn Sörna Björna (walczącego na zlecenie miasta z wędrówkami piasków nadmorskich) otworzył gospodę nad stawem i postawił przystań dla łodzi. Późniejszy właściciel terenu – H. Manteuffel – rozbudował leśne kąpielisko, wystawił Hotel Kuracyjny i dużą salę taneczną. W 1914 roku z kąpieli w tym miejscu skorzystało 50 000 osób. Po II wojnie światowej głównie pozostawało niezagospodarowane turystycznie. W 2014 roku w ramach Budżetu Obywatelskiego wokół jeziora wykonano trasę spacerowo-rekreacyjną.